# Muraltia pottebergensis
Muraltia pottebergensis är en jungfrulinsväxtart som beskrevs av Margaret Rutherford Bryan Levyns. Muraltia pottebergensis ingår i släktet Muraltia och familjen jungfrulinsväxter. Inga underarter finns listade i Catalogue of Life.